# Lou Bega
Lou Bega, artiestennaam van David Lubega (München, 13 april 1975) is een Duitse zanger, die in de zomer van 1999 een wereldhit scoorde met Mambo no. 5 (a little bit of...). Deze single behaalde in Nederland, België, Duitsland, Oostenrijk, Zwitserland, het Verenigd Koninkrijk, Ierland, Scandinavië, IJsland, Frankrijk, Spanje, Italië, Griekenland, Hongarije, Tsjechië, Australië, Nieuw-Zeeland en Canada de nummer 1-positie.

## Biografie
Lubega is de zoon van een Oegandese vader en een Italiaanse moeder, die beiden begin jaren '70 naar Duitsland kwamen. Lubega kwam in München ter wereld. Als tiener vertrok hij voor een aantal jaar naar Miami. Na zijn terugkomst ontmoette hij zijn latere producer, met wie hij Mambo no. 5 maakte. Na deze single bracht hij nog een aantal andere platen uit, waarvan alleen I got a girl in Nederland een hit werd. Voor het nummer Mambo no. 5 ontving hij een Grammy-nominatie.
In 2018 werkte Lubega mee aan de film The Last Reformation: The Life van Torben Søndergaard waarin hij openhartig vertelt over zijn succes in het verleden en de transformatie die hij in God heeft gehad die zijn leven heeft veranderd.

## Discografie

### Albums
| Album met eventuele hitnotering(en) in de Nederlandse Album Top 100 | Datum van verschijnen | Datum van binnenkomst | Hoogste positie | Aantal weken | Opmerkingen |
| ------------------------------------------------------------------- | --------------------- | --------------------- | --------------- | ------------ | ----------- |
| A little bit of mambo                                               | 19-07-1999            | 07-08-1999            | 17              | 14           |             |

| Album met hitnotering(en) in de Vlaamse Ultratop 200 albums | Datum van verschijnen | Datum van binnenkomst | Hoogste positie | Aantal weken | Opmerkingen |
| ----------------------------------------------------------- | --------------------- | --------------------- | --------------- | ------------ | ----------- |
| A little bit of mambo                                       | 1999                  | 21-08-1999            | 17              | 9            |             |

### Singles
| Single met eventuele hitnotering(en) in de Nederlandse Top 40 | Datum van verschijnen | Datum van binnenkomst | Hoogste positie | Aantal weken | Opmerkingen                                                         |
| ------------------------------------------------------------- | --------------------- | --------------------- | --------------- | ------------ | ------------------------------------------------------------------- |
| Mambo No. 5 (A little bit of...)                              | 1999                  | 03-07-1999            | 1(4wk)          | 21           | #1 in de Mega Top 100 / Bestverkochte single van 1999 / Alarmschijf |
| I got a girl                                                  | 1999                  | 16-10-1999            | 26              | 5            | #31 in de Mega Top 100                                              |
| Tricky, tricky                                                | 2000                  | -                     |                 |              |                                                                     |
| Mambo mambo                                                   | 2000                  | -                     |                 |              |                                                                     |
| Gentleman                                                     | 2001                  | -                     |                 |              |                                                                     |
| Just a gigolo                                                 | 2001                  | -                     |                 |              |                                                                     |
| Bachata                                                       | 2006                  | -                     |                 |              | #88 in de Single Top 100                                            |
| You wanna be Americano                                        | 2006                  | -                     |                 |              |                                                                     |
| Conchita                                                      | 2007                  | -                     |                 |              | met Klazz Bros. & Cuba Percussion                                   |
| Boyfriend                                                     | 2010                  | -                     |                 |              |                                                                     |
| Sweet like cola                                               | 2010                  | -                     |                 |              |                                                                     |
| Give It up                                                    | 2013                  | -                     |                 |              |                                                                     |

| Single met hitnotering(en) in de Vlaamse Ultratop 50 | Datum van verschijnen | Datum van binnenkomst | Hoogste positie | Aantal weken | Opmerkingen             |
| ---------------------------------------------------- | --------------------- | --------------------- | --------------- | ------------ | ----------------------- |
| Mambo no. 5 (A little bit of...)                     | 1999                  | 03-07-1999            | 1(6wk)          | 21           | #1 in de Radio 2 Top 30 |
| I got a girl                                         | 1999                  | 02-10-1999            | 9               | 10           |                         |
| Mambo mambo                                          | 2000                  | 15-07-2000            | tip15           | -            |                         |
| Boyfriend                                            | 2010                  | 08-01-2011            | tip19           | -            |                         |
| Sweet like cola                                      | 2010                  | 04-06-2011            | 18              | 9            |                         |

- Bibsys: 1085467
- Bibliothèque nationale de France: cb14027334z (data)
- Gemeinsame Normdatei: 122320107
- International Standard Name Identifier: 0000 0003 6846 9051
- Library of Congress Control Number: no00005973
- MusicBrainz: 64f9c914-74a0-4f6b-8589-6261851b0ab9
- Nationale Bibliotheek van Tsjechië: xx0072542
- Nationale Bibliotheek van Polen: a0000002731701
- Nationale en Universitaire bibliotheek Zagreb: 000592192
- Nederlandse Thesaurus van Auteursnamen: 203199588
- Réseau des bibliothèques de Suisse occidentale: 02-A006038612
- Système universitaire de documentation: 160484650
- Virtual International Authority File: 19879775